# Pristimantis romanorum
Pristimantis romanorum là một loài động vật lưỡng cư trong họ Strabomantidae, thuộc bộ Anura. Loài này được Yánez-Muñoz, Meza-Ramos, Cisneros-Heredia, & Reyes-Puig mô tả khoa học đầu tiên năm 2011.